# Peroxodisulfate

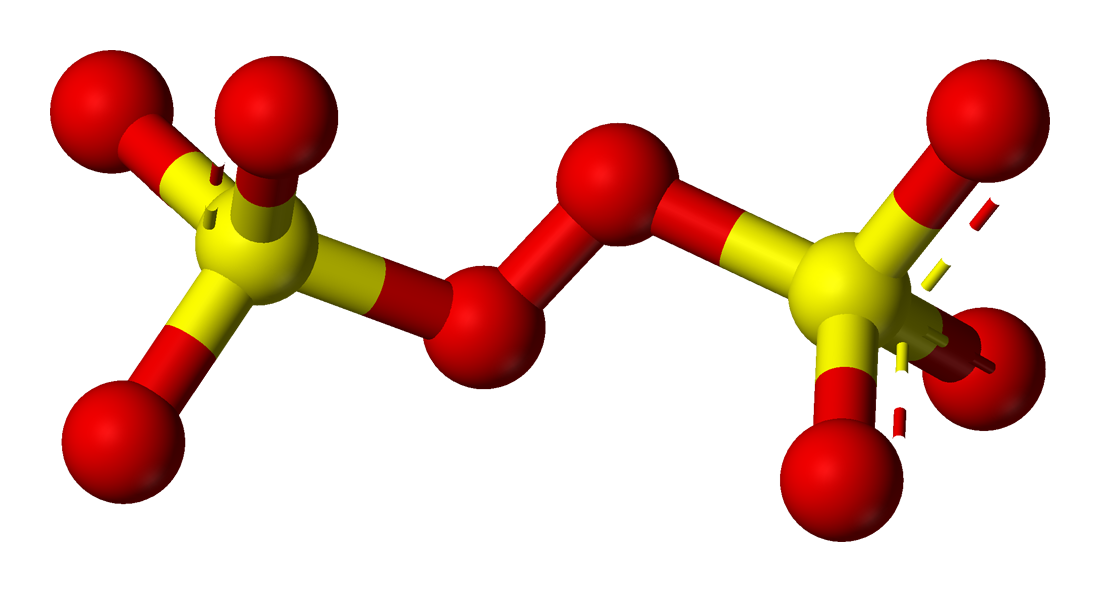
Modèle bâton et boule de l'anion peroxodisulfate

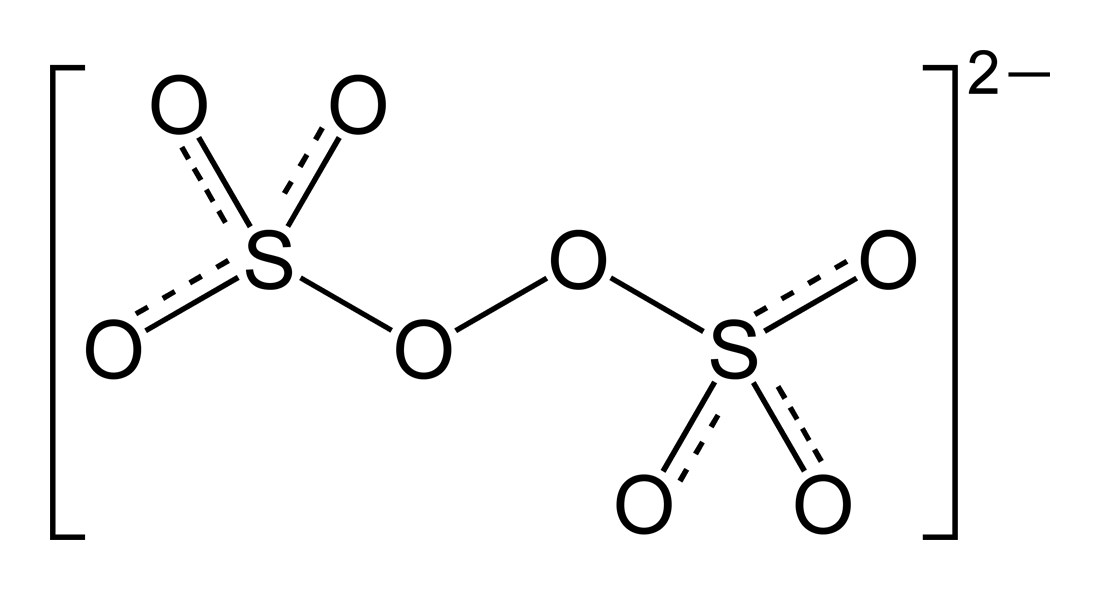
Structure de l'anion peroxodisulfate

Le peroxodisulfate est un oxyanion soufré de formule S2O82−. Il est l'oxydant du couple S2O82−/SO42−.
Dans le peroxodisulfate, le soufre est au degré d'oxydation +VI. En effet, les deux atomes d'oxygène de la liaison peroxyde (-O-O-) sont au degré d'oxydation -I et non -II comme les six autres atomes d'oxygène.
Par conséquent, dans le couple oxydant réducteur S2O82−/SO42−, le degré d'oxydation du soufre ne varie pas : ce sont les deux atomes d'oxygène de la liaison peroxyde qui sont réduits lors de la transformation :
S2O82− + 2 e− → 2 SO42−.